# Giustizia politica
La giustizia politica è, secondo la filosofia politica, il perseguimento di fini politici con mezzi giudiziari. Nello Stato di diritto residuano suoi limitati margini di operatività nella materia delle immunità politiche, specialmente quando incarnano alcune tipologie di giudice speciale.

## Storia
“L’uso politico della giustizia era normale in Atene", dove «il popolo si è reso padrone assoluto di ogni cosa, e tutto governa con decreti dell’assemblea e con i tribunali, nei quali il popolo è sovrano». Anche nell'antica Roma la questione del "diritto di punire è forse la più grave che possa agitare un'assemblea deliberativa": non a caso su di essa passò il conflitto tra il senato e le assemblee popolari quando Publio Clodio Pulcro ottenne l'esilio di Marco Tullio Cicerone.
Nei secoli la commistione tra giurisdizione ed attività politica non è mai venuta meno: funzioni giurisdizionali furono esercitate anche dai parlamenti medievali e nei Comuni; i consiglieri del Principe rinascimentale e dei monarchi dell'assolutismo spesso vi succedettero, con garanzie ancora minori. La stessa Rivoluzione francese non ne va indenne: con il processo agli Hébertisti (poi ghigliottinati il 24 marzo 1794) "fa capolino nella storia della giustizia politica la modifica del capo d’imputazione".
Nell'età contemporanea, il concetto di giustizia politica si colloca in uno spazio ambiguo, perché intermedio tra la cosiddetta giustizia rivoluzionaria e la tradizionale giustizia ordinaria (caratterizzata da sanzioni, regole e garanzie comuni a tutti).
La giustizia rivoluzionaria fu definita da Carl Schmitt l'ordine nato "dalla canna del fucile": per lui, nei casi critici, il sovrano diventa chi decide nello stato d’eccezione, cioè chi stabilisce le regole a partire da una situazione di anarchia non più regolata. Eppure, si è continuato a sostenere anche in seguito che "all’origine di ogni ordine costituito anche democratico vi sia un atto di violenza, che in forma di ordinamento primo ed originario impone se stesso in ragione della sua forza – appunto – auto-impositiva".

## Casistica contemporanea
Laddove manca o viene meno lo Stato di diritto, la giustizia politica diventa la regola e piega le procedure, affidandosi a giudici ad hoc che danno luogo a processi farsa. Infatti i giudici che tradiscono il principio di imparzialità "si fanno espliciti portatori degli interessi politici del proprio partito e del loro interesse personale a difendere quegli interessi".

### Unione sovietica
Sin dal 1919, nella Russia post-rivoluzionaria "venivano istituiti i campi di lavoro per i trasgressori della legge, condanna che poteva essere comminata dalla Čeka, dai tribunali rivoluzionari e dai tribunali del popolo ordinari"; ma solo in un secondo momento il lavoro forzato si identificò con le forme più pesanti delle prestazioni richieste dalla società".

### Italia fascista
Trovando già come eredità dello Stato liberale molti strumenti di subordinazione della magistratura all’esecutivo, il fascismo si limitò a conseguire la politicizzazione della funzione giudiziaria mediante alcune modifiche ordinamentali, "tuttavia rilevanti, quali la cancellazione dell’elettività del Consiglio superiore della magistratura, lo scioglimento dell’associazione nazionale magistrati, il rafforzamento degli strumenti di subordinazione all’esecutivo del pubblico ministero e in parte dei magistrati giudicanti, alcune misure di epurazione dei giudici, l’iscrizione obbligatoria al Partito nazionale fascista, il potenziamento delle giurisdizioni speciali". In quest'ultimo caso diede luogo alla nascita del Tribunale speciale per la difesa dello Stato, "competente per i casi di rilievo politico" e vera punta di lancia dell'utilizzo del processo a fini di repressione del dissenso.

### Germania nazista
Il fenomeno dei "tribunali del popolo irrazionali e capaci di concepire norme penali retroattive" è riemerso nella teorizzazione di epoca moderna negli anni Trenta, nella riflessione di Carl Schmitt: essa - che attingeva al fenomeno del giustizialismo - produsse anzi il fondamento giuridico per il Volksgerichtshof.

### Francia di Vichy
I dirigenti del regime di Vichy intendevano dimostrare che i politici della III Repubblica francese fossero i solo responsabile della sconfitta del 1940; poiché però le difese degli imputati, in particolare gli ex premier Léon Blum e Édouard Daladier, già in istruttoria avevano dimostrato l'estrema debolezza dell'accusa (sottolineando il ruolo dell'alto comando dell'esercito francese, incapace di preparare e condurre la guerra), il maresciallo Pétain convocò un "consiglio di giustizia politica" (composto per lo più da consiglieri di Stato): esso il 16 ottobre 1941 si prestò ad interpretare la legge costituzionale n. 7 del 27 gennaio 1941 come idonea a conferire al Capo dello Stato francese il potere di infliggere direttamente una condanna, anche retroattivamente. Di conseguenza Pétain annunciò alla radio il non luogo a procedere contro Paul Reynaud e Georges Mandel, condannando invece gli altri cinque accusati (Léon Blum, Édouard Daladier, Maurice Gamelin, Guy La Chambre e Robert Jacomet) all'ergastolo in una fortezza.
Ciò nondimeno, il procedimento penale di diritto comune, attivato sin da prima presso i giudici penali ordinari, proseguì, ai sensi dell'articolo 4 della medesima legge costituzionale, che affiancava e non sostituiva la giustizia comune alla giustizia politica. Il fatto si rivelò un boomerang per la credibilità stessa delle condanne "politiche" già inflitte, visto che il presidente del tribunale Caous esordì, all'inizio di questo processo, che gli accusati andavano considerati semplici imputati e che "per il tribunale il processo non è e non sarà mai un processo politico".
Il processo di Riom - svoltosi dal 19 febbraio al 15 aprile 1942 nella città di Riom, nel Puy-de-Dôme - fu aggiornato senza giungere mai a termine, a riprova della impossibilità di addivenire ad un giudizio identico a quello imposto politicamente dal regime di Vichy, se non violando le garanzie del processo penale e del diritto di difesa.

### Cina comunista
"Le vicende politiche tra il 1956 e il 1976 segnarono un’epoca di profonda frustrazione per il diritto. Né la costituzione né tantomeno le leggi furono considerate strumenti di regolazione della vita politica e civile del paese. L’apparato giuridico formale fu sostanzialmente smantellato; i tribunali furono privati delle funzioni giurisdizionali loro proprie; le facoltà di giurisprudenza furono chiuse e la persecuzione politica e culturale si abbatté su giuristi, avvocati, notai (oltre che su altri intellettuali e artisti)".

## Fondamento assiologico in democrazia
Sia pure entro limiti strettissimi, si può riscontrare l'esistenza di taluni giudici speciali che, anche nelle democrazie, esprimono una valutazione (anche) politica. Oltre al requisito del rispetto dello Stato di diritto - ed a quello formale della loro previsione direttamente in Costituzione - il loro fondamento assiologico riposa nel rispetto di "quel sistema di valori che connota tutto l’impianto costituzionale, e che è riconducibile al principio personalistico (...), che impedisce che l’uomo sia trattato come un mezzo e che il nucleo duro dei diritti fondamentali possa cedere in presenza di un interesse pubblico confliggente. E così sono esclusi dalla copertura dell’immunità i fatti di genocidio e i crimini contro l’umanità; l’omicidio doloso, la tortura e i trattamenti inumani e degradanti, la riduzione in schiavitù, la violenza sessuale".